# Te land, ter zee en in de lucht
Te land, ter zee en in de lucht is een Nederlands televisieprogramma op RTL 4. In dit programma staan mensen centraal die met zelfgemaakte auto's, boten, vliegtuigen en andere vervoermiddelen een poging doen om een parcours af te leggen, dat meestal ergens in Nederland opgebouwd staat. Van 1973 tot 2011 was het een van de belangrijkste en bekendste programma's van de TROS en tevens het langstlopende amusementsprogramma van de Nederlandse televisie.

## Geschiedenis
Op een dag zag René Stokvis een foto in een Engelse krant van een piloot die met een tuig van de Tower Bridge afsprong. Op dat moment wist hij het: hij wilde proberen mensen te laten vliegen door zo lang mogelijk in de lucht te blijven met zelfgebouwde 'vliegtuigen' en in 1973 werd dit werkelijkheid met het spelprogramma Vlieg er eens uit op tv. Kandidaten moesten met een zelfgemaakt 'vliegtuig' van een verhoging springen en zo lang mogelijk in de lucht blijven. De eerste uitzending werd opgenomen bij de Drommedaris in Enkhuizen. De eerste uitzending van het programma was op 22 juni 1973. Vlieg er eens uit was vervolgens eenmaal per jaar te zien in 1974, 1975, 1976 en 1977.
Het programma werd een groot succes. René Stokvis mocht nieuwe onderdelen bedenken met tot de verbeelding sprekende titels als Met Glans van de Schans, de Badkuiprace, Op Glad IJs en Loop Er Eens In, en het programma kreeg in 1978 de titel Te land, ter zee en in de lucht. Het groeide uit tot een van de bekendste TROS-programma's. De frase 'te land, ter zee en in de lucht' is afkomstig uit een vertaling van een bespiegeling van Winston Churchill over de geallieerde samenwerking tijdens de Eerste Wereldoorlog in zijn boek The World Crisis.
Tijdens de stunts die de deelnemers aan dat programma uitvoerden, was er altijd commentaar te horen. Soms ging dat live, maar meestal werd het commentaar later opgenomen. In de tijd dat André van Duin het presenteerde was dat ook noodzakelijk, omdat hij als presentator en commentator niet op twee plaatsen tegelijk kon zijn. Als de commentator meneer Vreugdevol deed Van Duin het voorkomen alsof hij in een hokje in het veld zat en ook rechtstreeks bij de uitzending betrokken was. Ook in de tijd dat Jack van Gelder zowel de presentatie als het commentaar verzorgde was er sprake van een latere opname voor dat commentaar. Verder werd ook het commentaar van Edwin Evers in 2024 achteraf opgenomen.
Het laatste seizoen van Te land, ter zee en in de lucht bĳ de publieke omroep werd in 2010 opgenomen. Dit was een samenwerkingsproject tussen de Vlaamse zender VTM en de TROS voor acht afleveringen in Nederland en Vlaanderen. VTM zond dit seizoen in 2010 uit en de TROS in 2011.

### 50 jaar Te land, ter zee en in de lucht
In de zomer van 2023 werd de vierdelige serie Het beste van 50 jaar Te land, ter zee en in de lucht uitgezonden door AVROTROS. Daarin vertelden gasten, oud-deelnemers, presentatoren en fans over hun herinneringen aan het programma en de verschillende onderdelen.

### 2024-heden: Herstart bij RTL
Op 12 februari 2024 maakte Ruben Nicolai in het tv-programma Beste Kijkers bekend dat het programma in de zomer van 2024 zal terugkeren op televisie en dat hij het zal presenteren. Productiehuis EndemolShine produceert het programma.  Het werd opgenomen in de Efteling en werd uitgezonden bij RTL 4 en Videoland. Vanwege de doelstellingen voor de publieke omroep kon het programma daar niet meer uitgezonden worden. Het wordt bovendien uitgezonden in samenwerking met de Nationale Postcode Loterij die in het programma ook nog een prijs uitreikt. Dit nieuwe seizoen werd in België uitgezonden door VTM 2.
In januari 2025 werden deze afleveringen nogmaals uitgezonden op RTL 4 voor de mensen die ze in de zomer van 2024 hadden gemist.
De eerste aflevering na een stop van 14 jaar, wist 1.238.000 lineaire kijkers te trekken volgens gelekte cijfers. Aan het einde van de eerste aflevering hintte Ruben Nicolai naar een volgend seizoen. Het programma keerde op 1 januari 2025 terug met een wintereditie in de Efteling. Op 30 augustus 2025 keert het programma terug met een tweede zomereditie, eveneens vanuit de Efteling.

## Spelverloop
In Te land, ter zee en in de lucht moeten deelnemers in zelfgemaakte voertuigen een bepaald traject afleggen. Meestal moet er op een eind een bel worden geluid, maar ook andere doelen zijn mogelijk. Er zijn prijzen te winnen in het programma. In 2024 krijgen de winnaars hierbij ook nog een trofee uitgereikt.
- Snel: de beste prestatie hebben geleverd tijdens de deelname (meestal houdt het in dat de spelers als snelste de bel luiden). Een kandidaat die deze prijs vele malen gewonnen heeft, is Marco Barink.
- Origineel: het meest originele voertuig hebben gebouwd. Deze prijs wordt vaak gewonnen door carnavalsverenigingen.

### Eerdere prijzen
- Pech: de meeste pech hebben gehad tijdens de deelname. Hierbij moet gedacht worden aan de finish op laatste moment missen, ernstige verwondingen of een voertuig waar soms werkelijk maanden tot jaren aan is gewerkt, dat niet werkt of zelfs instort.

- Home Video: als de kandidaten tijdens de bouw van hun voertuig nog genoeg tijd en inspiratie hadden om alles op band vast te leggen, konden ze er in sommige edities een prijs mee winnen. Deze prijs hadden ze in 1996 voor het laatst.
- Innovatief: deze prijs werd maar één seizoen uitgereikt. Het bestond uit een trofee en deze was bestemd voor kandidaten die met nieuwe technieken hadden deelgenomen. Deze prijs bestond alleen in 2004.
- Lokale prijs: deze prijs was bestemd voor de best presterende deelnemer uit de omgeving waar de aflevering werd opgenomen. Deze prijs bestond alleen in 2006.
- Kennisquiz: In 1996 bestond het programma 25 jaar en werd er gedurende de reeks teruggeblikt op het 25-jarig bestaan van het programma. Bezoekers van het park Walibi Flevo werden vragen gesteld over het programma. Kandidaten die erin slaagden om alle twee de vragen goed te beantwoorden, wonnen een Sharp organizer en kwalificeerden zich voor de finale in de laatste aflevering, waar een Mazda 121 gewonnen kon worden. Deze prijzen waren er alleen in 1996.
- Origineelste: deze hoofdprijs was een automobiel die werd uitgereikt aan het team dat het origineelste voertuig uit de afgelopen serie had gebouwd. Deze prijs hadden ze in 2001 voor het laatst. In de laatste jaren was de te winnen auto een Renault Kangoo.
- Pechste: In 1997 was er een hoofdprijs voor de grootste pechvogel van het hele seizoen, die bestond uit een vakantie in Singapore. Winnaar van deze prijs was Pieter Beije, die bij Fiets 'm d'r in de snelste tijd aanviel, maar de bel miste en met een ongelukkige val in het water belandde.

## Legendarische deelnemers

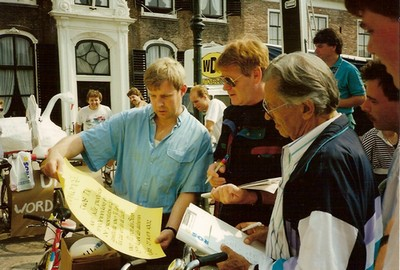
Peter van der Sluijs uit Spijkenisse tijdens een van zijn tv-optredens

- Wouter van der Goes (Tobbedansen 2005)
- Huub Rothengatter, in 1978 op het onderdeel 'Op 2 wielen rijden' en 'Achteruitrijden'.
- Johan Vlemmix (de eerste die 100 keer heeft meegedaan; na zijn honderdste maal werd hij jurylid, medepresentator en starter)
- Ruben Nicolai en Sander Lantinga (voor tv-programma Try Before You Die van BNN in 2007). Nicolai werd in 2024 presentator van het programma.
- Owen Schumacher en Paul Groot (als Jan Peter Balkenende en Piet Hein Donner)
- Evert de Graaf (76x deelnemer vanaf 1987 tot 2010 en in 2024 en auteur van het boek Te land, Ter zee en in de Lucht 2019)
- Mohammed Slimani (jarenlange AZU-deelnemer 1987 tot en met 2003 en promoveerde in 1994 op zijn langdurige deelname en promotieonderzoek naar deelname aan TLTZ tot Hobbydoctor in de senaatzaal van Universiteit van Utrecht)

## Lijst van onderdelen
- Achteruitrijden (op Circuit Park Zandvoort of Eurocircuit in Valkenswaard)
- Badkuiprace
- Blij Dat Ik Glij (in een berggebied)
- Caravanrace
- Dan maar de lucht in
- De Aanhanger Wint
- Duw 'm d'r af
- Fiets 'm d'r in
- Freewheelen
- Gein op 't plein
- Heen en Weer
- Hoog en Droog
- Lol aan de Katrol
- Loop er eens in
- Met een knal naar het dal
- Met Glans van de Schans (Binnen als Buiten)
- Met Je As Over De Plas
- Op Glad IJs (ergens op een ijsbaan)
- Pompen of Verzuipen
- Pret in Bed
- Rol 'm 'r op
- Scheveningse Slag
- Schiet 'm d'r af
- Snel Naar De Bel
- Tobbedansen
- Op naar de Top
- Uitpakken en Wegwezen
- Vlieg er eens uit

## Presentatieteam

### Presentatoren
Het programma is in de loop der jaren door de volgende mensen gepresenteerd:
- Willem van Kooten (1973-1976) (Vlieg er eens uit)
- Peter Knegjens (1977) (Vlieg er eens uit)
- André van Duin (1978-1979)
- Willem van Kooten (1980)
- Ron Brandsteder (1981-1982)
- Tom Mulder (1983)
- Tom Blom (1983 & 1986-1987)
- Jack van Gelder (1984-1996)
- An Swartenbroekx (1991, presentatrice Vlaamse versie, co-productie met TV 1)
- Rob Fruithof (1997)
- Bert Kuizenga (1998-2006)
- Ron Boszhard (2007-2010)
- Adriaan van den Hoof (2010) (presentator voor de Vlaamse versie)
- Ruben Nicolai (2024-heden)[3]

#### Co-presentatoren
- Rijk de Gooyer (1980)
- Wim Bosboom (1981-1982)
- Martin Gaus & Tetske van Ossewaarde (winter 1989)
- Leontien Ceulemans (winter 1992)
- Nada van Nie (1992)
- Karin Vlasblom (winter 1993)
- Jeroen Kramer (1993-winter 1994)
- Simon van der Ben (zomer 1994)
- Jurre Bosman (1995, zomer 2008)
- Nova van Dijk (1999)
- Nance (2000-2004)
- Angela Esajas (2007-winter 2008)
- Gerard Joling (2024-heden)

### Commentatoren
- Tom Blom (1986-1988 & 2000-2010)
- Karel van Cooten (1973-1977)
- André van Duin als meneer Vreugdevol (1978-1979)
- Rob Fruithof (1997)
- Jack van Gelder (1989-1996) (1998-1999)
- Peter Knegjens (2010)
- Edwin Evers (2024-heden)[8]

### Starters
- Martin Barèl (1973-1977)
- Giel Beelen (2005)
- John Blankenstein (1988-1996)
- Grad Damen (2005)
- Alfred van den Heuvel (2006)
- Sander Janson (2006)
- Jan Janssen (1980-1981)
- Dick Jol (2007)
- Gerrie Knetemann (1986-1987)
- Sjaak Swart (1982-1983)
- Hans Versnel (1978-1979)
- Johan Vlemmix (1999-2004)
- Jannes Wolters (2005)
- Jan Ykema (1997-1998)
- Gerard Joling (2006 & 2024-heden)[9]

Van 2005 tot 2007 was er bij elk onderdeel een bekende Nederlander gaststarter. Vanaf 2007 was Dick Jol de vaste starter. In het laatste seizoen (2010/2011) zou er worden gestart door verschillende onbekende Nederlanders of Belgen. Vanaf 2024 werd Gerard Joling vaste starter.

## Afleveringenovezicht (RTL)
| seizoen | afleveringen    | begindatum       | einddatum         |
| ------- | --------------- | ---------------- | ----------------- |
| 1       | 4 afleveringen  | 31 augustus 2024 | 21 september 2024 |
| -       | 1 winterspecial | 1 januari 2025   | 1 januari 2025    |
| 2       | n.n.b.          | 30 augustus 2025 |                   |

## Opnamelocaties
Oorspronkelijk werden alle afleveringen van Te land, ter zee en in de lucht in een Nederlandse plaats opgenomen. In 1987 werd er voor het eerst naar het buitenland uitgeweken als in het Oostenrijkse Au "Blij Dat Ik Glij" werd opgenomen. Andere edities werden gedraaid op wisselende skipistes in Oostenrijk, Zwitserland, Noorwegen en Italië. Tevens werden er vanaf 1999 diverse zomerafleveringen in Belgische plaatsen opgenomen, waaronder Oostende en Veurne. Ook werden er diverse afleveringen in de Efteling opgenomen, waaronder de volledige seizoenen 1988, 1990 en vanaf 2024. Het seizoen 1996 werd in zijn geheel opgenomen in het toenmalige Walibi Flevo.

## Elementen
In elke aflevering zijn er enkele terugkerende onderdelen, hiervan wordt hieronder een overzicht gegeven.
DuikersBij onderdelen waar het parcours zich op of boven open water bevindt, worden duikers ingeschakeld. Vóór de opname wordt gecontroleerd of er geen rommel in het water ligt, zoals fietswrakken of scherpe stenen. Dit kan gevaarlijk zijn voor de kandidaten die in het water vallen. Dergelijke troep wordt daarom voor de opnames uit het water gehaald. Tijdens de opnames, die zomaar een hele dag in beslag kunnen nemen, wisselen duikteams elkaar ongeveer iedere drie kwartier af. De duikers weten exact hoeveel mensen er in een constructie zitten en na afloop dus weer naar vaste wal moeten.
StootkussensBij de finish zijn vaak stootkussens aangebracht. Deze zijn in de loop van het programma steeds dikker geworden omdat de kandidaten steeds harder gaan en zodat ze goed kunnen worden opgevangen.
Startpistool en finishbelEr is iemand speciaal voor de verzorging van de bel en het startpistool. Dit zijn eigenlijk de belangrijkste onderdelen van het programma. Met het startpistool wordt de tijd gestart, met de bel gestopt.
AfduwenEen speciaal team van mensen duwt de kandidaten op het moment dat het startpistool afgaat, zo vriendelijk mogelijk naar beneden. John de Mol jr. is ooit een van de afduwers geweest.

## Buitenland

### Duitsland
Tussen 1986 en 1988 was Te land, ter zee en in de lucht een coproductie van de TROS samen met de Bayerischer Rundfunk, en was daardoor in Duitsland te zien als "Zu Lande, zu Wasser und in der Luft". De presentatie van de Duitse versie was in handen van de Duitse sportjournalist en presentator Herbert Gogel. De eerste Duitse uitzending werd op 4 augustus 1986 uitgezonden.

### Vlaanderen
In 2010 heeft de Vlaamse commerciële zender VTM, in samenwerking met de TROS, acht nieuwe afleveringen van het programma opgenomen. De opnamen vonden plaats in Nederland en Vlaanderen. Op elke opnamedag werden twee afleveringen opgenomen. De serie bestond uit de onderdelen Tobbedansen (Berlare), Heen en Weer (Almere), Snel Naar De Bel (Klein-Willebroek) en fiets 'm d'r in (Amersfoort). De samenwerking tussen de TROS en de VTM werd op 21 april 2010 bekendgemaakt.

### Wetenswaardigheid
Door SBS6 wordt sinds 2023 het vrijwel gelijksoortige programma "Red Bull Stalen Ros" uitgezonden. Dit programma, dat erg lijkt op het onderdeel "Fiets'm d'r in" wordt opgenomen in de Prinsessegracht in Den Haag, nabij de Koekamp.